# Ischnacanthiformes
Ischanacanthiformes là một bộ cá mập gai (Acanthodii) từng sinh sống ở nơi ngày nay là Canada, Ukraina và Vương quốc Liên hiệp. Các loài bộ này là cá săn mồi, tìm bắt con mồi bơi lội thay vì ăn sinh vật phù du. Chúng có dáng mảnh, giáp thân nhẹ, răng giống răng cá mập thực sự, và có hai vây lưng. Vài loài dài tận 2 m (6,56 ft). Bộ này được Berg mô tả năm 1940.